# Wang Yu (athlétisme)
Wang Yu (né le 18 août 1991) est un athlète chinois, spécialiste du saut en hauteur.

## Carrière
Le 21 mai 2013, il remporte le meeting de Pékin comptant pour l'IAAF World Challenge en franchissant une hauteur de 2,33 m, améliorant de cinq centimètres sa meilleure marque personnelle en plein air. En salle, son record personnel est de 2,30 m, établi en février 2013 à Brno.
Il remporte la médaille de bronze en 2,28 m lors de l'Universiade de 2013.
Le 20 mai 2015, il franchit 2,31 m lors du meeting de Pékin où il termine deuxième. Le 8 mai 2016, il termine deuxième à Kawasaki avec un saut à 2,33 m, égalant son record personnel et hauteur identique à celle de son compatriote Zhang Guowei vainqueur.
Le 13 mai 2017, il franchit 2,30 m à Shanghai (SS). En août, il se qualifie pour la finale des championnats du monde de Londres mais n'y prend pas part à cause d'une blessure.
Le 6 février 2018, il bat Mutaz Essa Barshim à Banská Bystrica pour remporter la compétition avec 2,31 m, nouveau record personnel en salle. Il termine 6e de la finale des championnats du monde en salle de Birmingham avec 2,20 m.
Le 27 août 2018, lors des Jeux asiatiques à Jakarta, Wang obtient son premier titre international majeur en remportant la finale avec un saut à 2,30 m, devançant sur le podium Woo Sang-hyeok (2,28 m, argent), Naoto Tobe et Majd Eddine Ghazal (2,24 m, bronze ex æquo).
Il se classe 10e des championnats du monde 2019 à Doha avec 2,24 m.

## Palmarès
| Date | Compétition                        | Lieu                               | Résultat | Marque  |
| ---- | ---------------------------------- | ---------------------------------- | -------- | ------- |
| 2012 | Championnats d'Asie en salle       | Hangzhou                           | 4e       | 2,15 m  |
| 2013 | Universiade                        | Kazan                              | 3e       | 2,28 m  |
| 2014 | Jeux asiatiques                    | Incheon                            | 4e       | 2,25 m  |
| 2015 | Championnats d'Asie                | Wuhan                              | 7e       | 2,15 m  |
| 2017 | Championnats du monde              | Londres                            | finale   | DNS     |
| 2018 | Championnats du monde en salle     | Birmingham                         | 6e       | 2,20 m  |
| 2018 | Coupe du monde                     | Londres                            | 2e       | 2,27 m  |
| 2018 | Jeux asiatiques                    | Jakarta                            | 1er      | 2,30 m  |
| 2019 | Circuit mondial en salle de l'IAAF | Circuit mondial en salle de l'IAAF | 2e       | détails |
| 2019 | Championnats du monde              | Doha                               | 10e      | 2,24 m  |
| 2019 | Jeux mondiaux militaires           | Wuhan                              | 11e      | 2,00 m  |

## Records
| Épreuve         | Épreuve   | Marque      | Lieu           | Date                   |
| --------------- | --------- | ----------- | -------------- | ---------------------- |
| Saut en hauteur | Plein air | 2,33 m      | Pékin Kawasaki | 21 mai 2013 8 mai 2016 |
| Saut en hauteur | En salle  | 2,34 m (NR) | Düsseldorf     | 20 février 2019        |